# Anatolanthias apiomycter
Anatolanthias apiomycter Anderson, Parin & Randall, 1990 è un pesce d'acqua salata appartenente alla famiglia Serranidae nonché unico esponente del genere Anatolanthias.

## Distribuzione e habitat
Questa specie è diffusa nel Pacifico sudorientale, dove nuota fino a 168 m di profondità.

## Riproduzione
È oviparo e la fecondazione è esterna. Non ci sono cure verso le uova.